# Azucena Vieites
Azucena Vieites García (n. Hernani Guipúzcoa, España, 1967) es una artista e investigadora/docente en la facultad de Bellas Artes de la Universidad de Salamanca. Aborda la cultura visual contemporánea mediante la cita, la apropiación y la copia, reflexionando desde una perspectiva feminista sobre los comportamientos sociales contemporáneos.

## Trayectoria
Se licenció en Bellas Artes (UPV-EHU), doctorándose en Investigación en Humanidades, Artes y Educación (UCLM) con la tesis doctoral «Prácticas artísticas low-fi. Una aproximación al contexto vasco (1985-2005)».
En 1994 fue cofundadora, junto con las artistas Estíbaliz Sádaba Murguía y Yolanda de los Bueis, de Erreakzioa/Reacción, un colectivo pionero que funcionaría como catalizador de proyectos de edición, de pensamiento, de producción artística y de activación de la esfera pública del arte desde la perspectiva del feminismo.
En el verano de 1997, dentro de Erreakzioa/Reacción, organizó junto a Estíbaliz Sádaba el seminario taller Sólo para tus ojos. El factor feminista en las artes visuales, en el centro de arte Arteleku, en San Sebastián, en el que se convocaron artistas y activistas feministas españolas y extranjeras, como Guerrilla Girls, Giulia Colaizzi, Claudia Giannetti, Bildwechsel, Ute Meta Bauer, Guadalupe Echevarría y María Jose Belbel, entre otras. Este seminario marcaría un hito en el debate feminista en el arte español.
Como investigadora forma parte del Grupo de Investigación MINECO HAR2016-77767-R (AEI/FEDER, UE) «PREKARIART. Estudio multidisciplinar de la condición precaria del arte y los artistas contemporáneos». Ha desarrollado Proyectos de Innovación y Mejora Docente en la USAL, uno de ellos en calidad de coordinadora principal. Integrante del grupo de estudios sobre arte y educación «Escuela Perturbable. Universidad 480+20» (Museo Reina Sofía, 2019). Ha publicado textos en numerosos catálogos, libros y revistas y ha participado como ponente en jornadas y congresos como: X Curso de Introducción al Arte Actual, CA2M (Madrid) o 12th Annual Conference of the Center for Basque Studies, Universidad de Nevada (Reno, EE. UU.).
Como artista ha participado en numerosos proyectos y exposiciones en galerías, centros de arte y museos de Europa y Latinoamérica. Entre sus exposiciones individuales se encuentran: Rehacer Break Out of Your Shell, IVAM (Valencia, 2021); Playing Across Papers, sala Alcalá 31 (Madrid, 2020-2021); Hey Baby!, Box 27, Casal Solleric (Palma, 2018); Woollen Body, CarrerasMugica (Bilbao, 2015); Tableau vivant dentro del programa Fisuras del Museo de Arte Reina Sofía. (Madrid, 2013); Fundido encadenado-Break you nice, MUSAC (León, 2012), y Oye lo que traigo, Sala Rekalde (Bilbao, 2005). Ha formado parte de la 11.ª edición de la Bienal de Berlín (2020). 
En 2004 recibió el premio Gure Artea del Gobierno Vasco junto con los artistas Ibón Aramberri y Iñaki Garmendia, con quienes expondría en el Centro de Arte Artium de Vitoria en 2005.